# St. Marien (Richterswil-Samstagern)

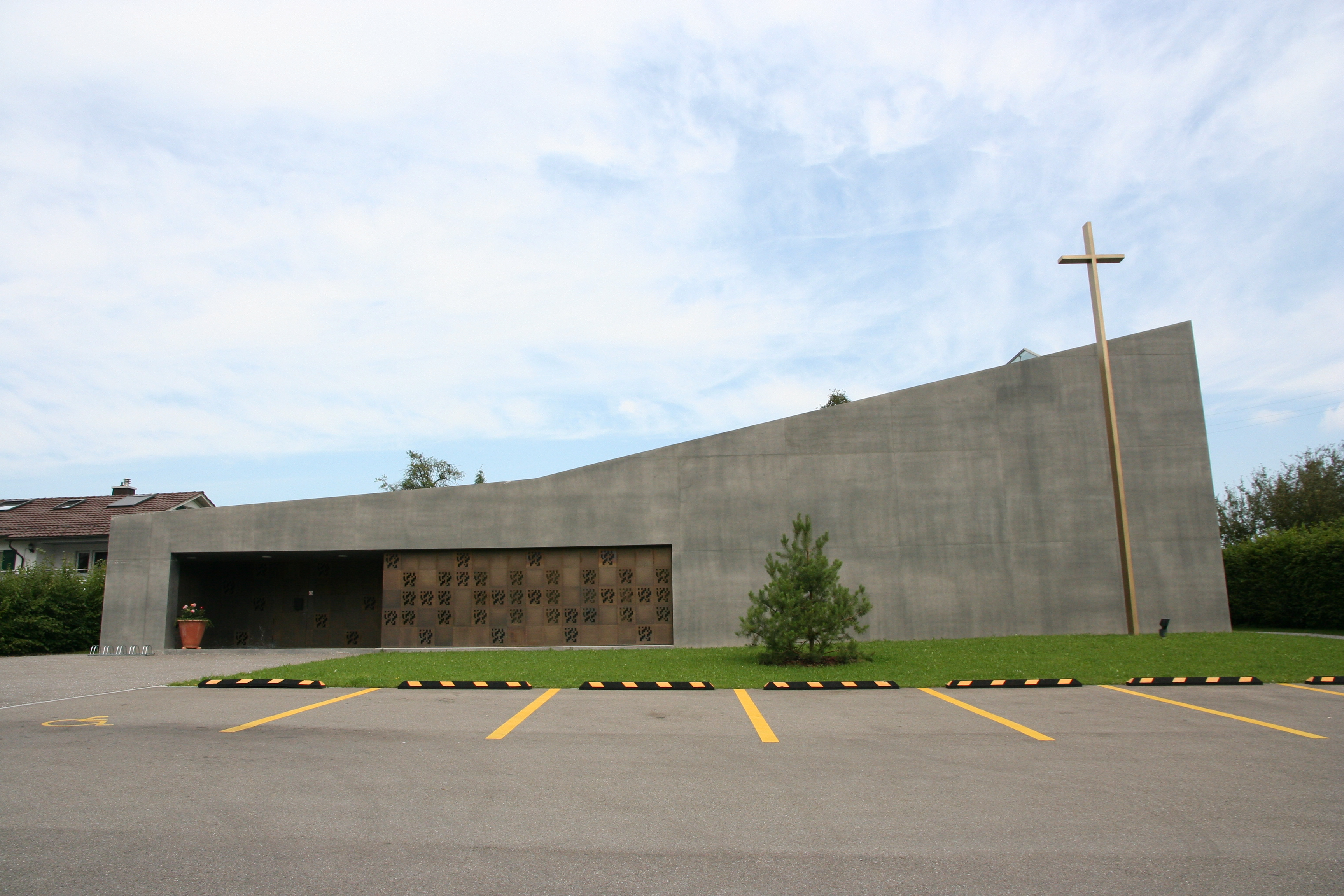
Kirche St. Marien Samstagern

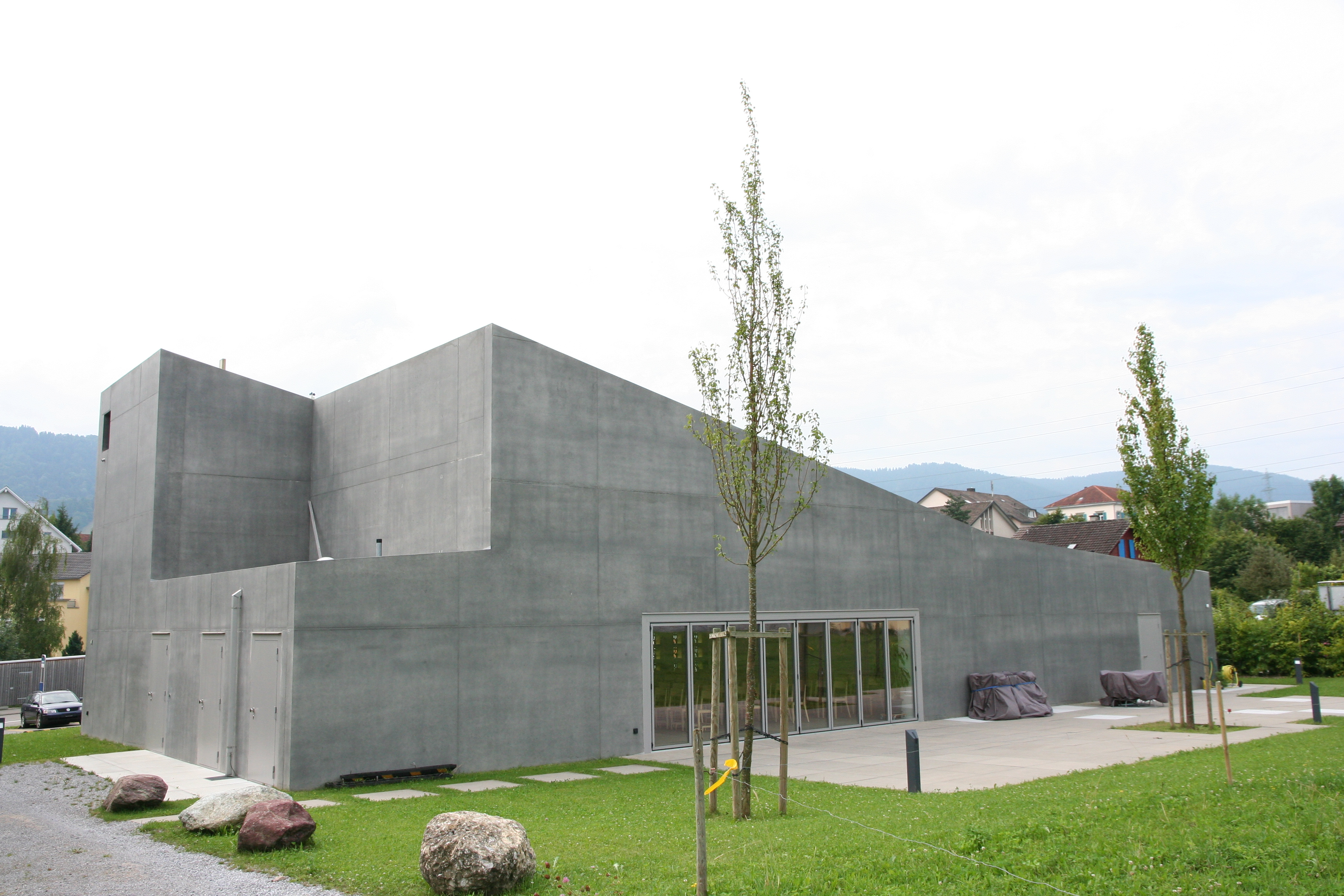
Ansicht von Norden

Die im Jahr 2012 geweihte Kirche St. Marien ist die römisch-katholische Kirche von Samstagern, einem Dorf in der Gemeinde Richterswil. Es handelt sich um die derzeit (Stand 2016) zweitjüngste katholische Kirche im Kanton Zürich nach der Kirche St. Mauritius (Bonstetten ZH) aus dem Jahr 2016 und vor den Kirchen St. Leonhard (Feuerthalen) und St. Franziskus (Uetikon am See), beide aus dem Jahr 2008.

## Entstehungs- und Baugeschichte
Im Jahr 1938 wurde an der Bergstrasse eine erste Marien-Kapelle errichtet. Diese war eine Holzkirche, die zuvor in Hallau gestanden hatte. Weil die Marienkapelle nicht genügend Räumlichkeiten für die Pfarreiarbeit aufwies und die Bausubstanz schlecht geworden war, wurde 2010 ein Architekturwettbewerb ausgeschrieben, der vom Architekturbüro Forster & Uhl Architekten, Zürich gewonnen und realisiert wurde.
Im Januar 2011 wurde die alte Marienkapelle zurückgebaut und am 12. Februar 2012 die neu erstellte Marienkirche vom Churer Bischof Vitus Huonder eingeweiht. Von April bis August 2015 wird die mangelhafte Innendämmung komplett ausgetauscht.
Die Kirche St. Marien in Samstagern gehört zur katholischen Pfarrei Richterswil, welche mit ihren 3'688 Mitgliedern (Stand 2021) eine der mittelgrossen Pfarreien des Kantons Zürich ist.

## Baubeschreibung

### Kirchturm und Äusseres
An der Bergstrasse in Samstagern steht die Marienkirche etwas zurückversetzt. Der Baukörper teilt die Parzelle in einen öffentlichen Vorbereich mit Parkmöglichkeiten und einen privaten durch Hecken und Sträucher geschützten Garten, der sich hinter dem kirchlichen Zentrum befindet.
Das Gebäude besitzt zwei verschieden geneigte Dächer, von denen das steilere über dem Kirchenraum ansteigt, sodass es an seinem höchsten Punkt in den Glockenturm mündet. Ein schlichtes Kreuz, das den Bau auf der Strassenseite auf der Höhe des Altars überragt, verweist auf die kirchliche Verwendung des Baus.

### Innenraum und künstlerische Ausstattung

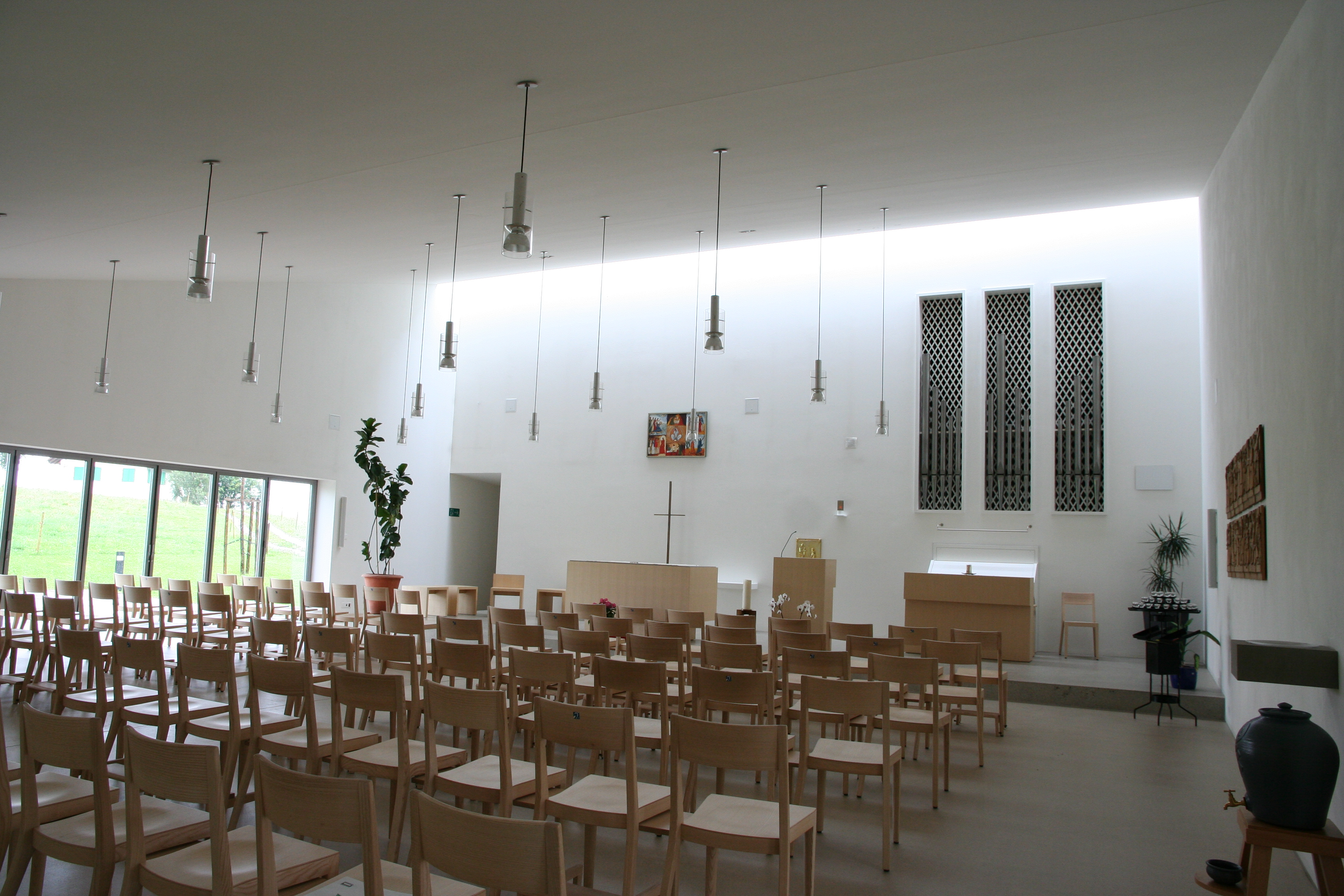
Innenansicht

Durch das mit Bronzeplatten verkleidete Eingangsportal gelangt der Besucher in den Innenraum des kirchlichen Zentrums. Die Nebenräume sind von der Kirche mit Faltwänden abgetrennt. Wenn sie geöffnet werden, bietet die Kirche bei voller Bestuhlung 150 Personen Platz.
Der Gottesdienstraum ist gegen die vielbefahrene Kantonsstrasse gut abgeschirmt, besitzt dagegen auf der rückwärtigen Seite eine Fensterfront, die im Sommer auch geöffnet werden kann, sodass die Gottesdienste und Veranstaltungen auch im Freien stattfinden können.
Über dem Altar ist das Dach verglast, so dass in voller Breite der Chorwand Tageslicht in den Altarraum fallen kann, womit die Bedeutung des Chorraums durch die Lichtführung unterstrichen wird.  Künstliches Licht erstrahlt von Leuchten, die an Stäben von der Decke herunterhängen.

### Orgel

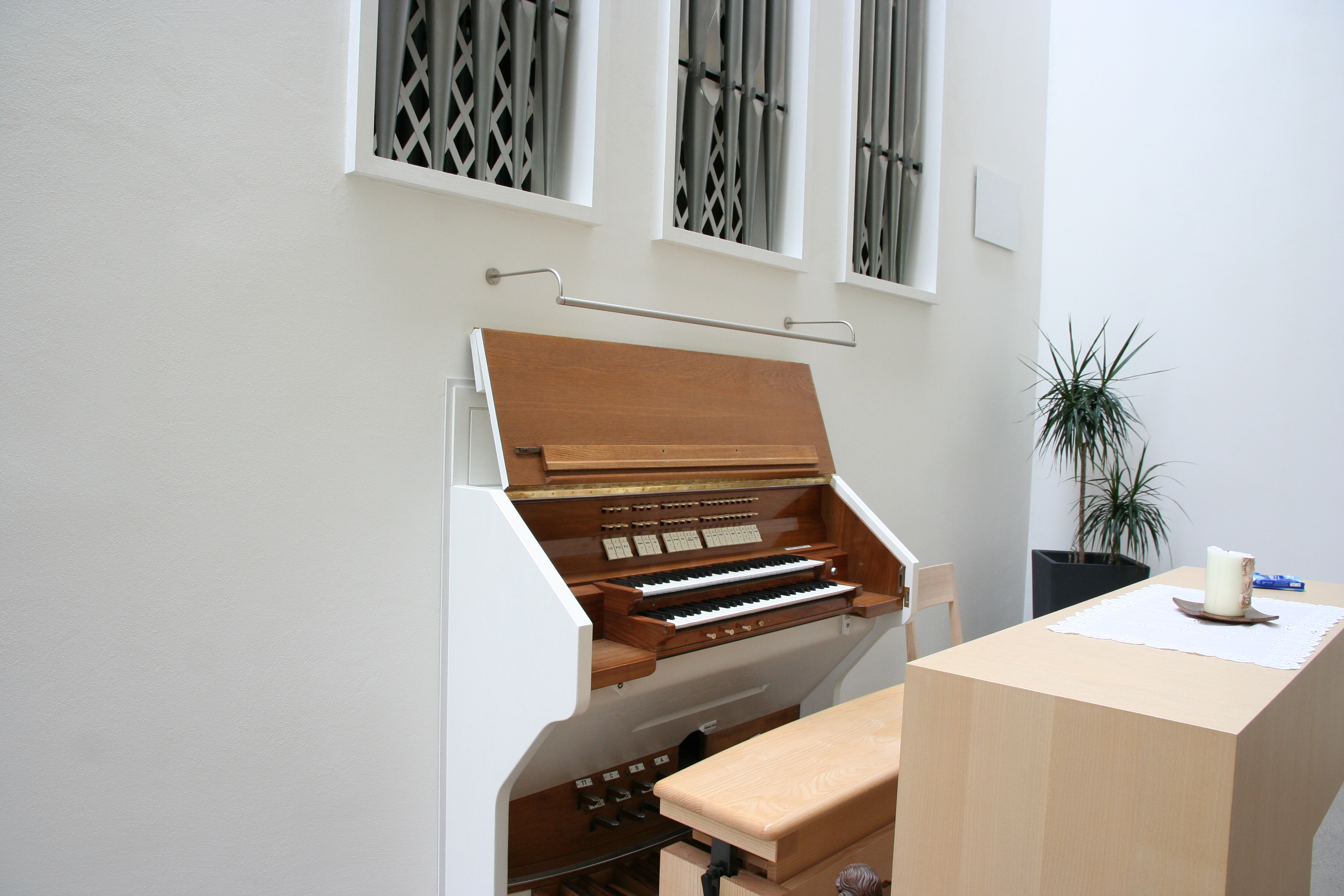
Spieltisch der Kuhn-Orgel von 1956

Die Marienkirche besitzt eine Orgel, die 1956 erbaut worden war und zuvor in der Abteikirche Hauterive aufgestellt gewesen war. Der Umstand, dass das Instrument abgesehen von 15 Prospektpfeifen vor drei hochrechteckigen Schalllöchern kein Gehäuse aufweist, wurde architektonisch berücksichtigt, indem in der Chorwand der Kirche eine Nische eingelassen wurde, die der Grösse der Orgel angepasst ist.
Es handelt sich um eine mechanische Orgel der Firma Kuhn, Männedorf  mit ursprünglich 17 Registern auf zwei Manualen samt Pedal. Im Jahr 2015 erweiterte Orgelbau Kuhn das Instrument um einen Basson 16′ im Pedal auf 18 Register.
| I Grand-Orgue C–g3 |    |
| Principal          | 8′ |
| Flûte conique      | 8′ |
| Octave             | 4′ |
| Flûte a cheminée   | 4′ |
| Fourniture IV-V    | 2′ |

| II Récit expressif C–g3 |        |
| Suavial                 | 8′     |
| Bourdon                 | 8′     |
| Principal               | 4′     |
| Flûte                   | 4′     |
| Nazard                  | 2 ⁄3′  |
| Flageolet               | 2′     |
| Tierce                  | 1 3⁄5′ |
| Plein jeux III–IV       | 1 ⁄3′  |
| Trompette               | 8′     |

| Pedal C–f1 |     |
| Soubbasse  | 16′ |
| Basson     | 16′ |
| Bourdon    | 16′ |
| Flûte      | 8′  |

- Koppeln: II/I, I/P, II/P
- 3 freie Kombinationen; Tutti, Renvoi Fourniture, Renvoi Plein jeux, Renvoi Trompette